# Выгран, Николай Иванович
Николай Иванович Выгран (7 мая 1857 — не ранее 1917) — русский офицер императорской армии и пограничной стражи, генерал-лейтенант (1917). Участник Русско-турецкой войны 1877—1878 годов и Первой мировой войны.

## Биография
Родился 7 мая 1857 года. Православный. Из дворянин, помещик Еваторийского уезда.
Вступил в службу в армии с 8 мая 1873 года. Окончил Елисаветградское кавалерийское юнкерское училище по 1-му разряду в 1878 году. Выпущен корнетом 16 апреля 1878 года. Участник Русско-турецкой войны 1877—1878 годов. Младший офицер 10-го уланского Одесского Его Величества герцога Нассауского полка Киевского военного округа в Ахтырке до 1881 года.
В пограничной страже: (ВП ВВ 1.11.1881), переименован в прапорщики (ВП ВВ 1.11.1881). Исполняющий должность отрядного офицера Крымской бригады пограничной стражи Крымского таможенного округа (до 1882), затем Южного таможенного округа (ПС № 38 4.11.1881 — 1888). Поручик (ВП ПС № 8 8.04.1884). Штабс-ротмистр (ВП ПС № 10 21.04.1888). Утвержден в должности отрядного офицера бригады (ПС № 17 28.04.1888 — 1891). Ротмистр (ВП ПС № 6 5.04.1892). Обер-офицер для поручений той же бригады (ПС № 17 3.05.1891 — 1894).
Отрядной офицер Санкт-Петербургской бригады пограничной стражи Санкт-Петербургского таможенного округа (ШПС № 44 10.12.1894 — 1897). Обер-офицер для поручений штаба бригады (ШПС № 1 11.01.1897 — 8.02.1897). Адъютант штаба той же бригады (ШПС № 5 8.02.1897 — 15.11.1897). И.д. штаб-офицера для поручений при начальнике Южного таможенного округа (ШПС № 41 15.11.1897 — 1898). Подполковник (ВП ОКПС 5.04.1898). Помощник заведующего обмундировочной мастерской управления Отдельного корпуса пограничной стражи (г. С.-Петербург) (ШПС № 1 1.01.1898 — 1902). Полковник — за отличие по службе (ВП ОКПС 1.04.1901). Помощник командира Александровской бригады пограничной стражи 3-го округа ОКПС (г. Влоцлавск) (ШПС № 32 12.08.1902 — 1905). Командир Карсской бригады пограничной стражи 6-го округа ОКПС (г. Кагызман) (ВП ОКПС 6.10.1905 — 20.12.1908).
Командир Хотинской бригады ОКПС 4-го округа ОКПС (шт. м. Новоселица, хотинского уезда) (20.12.1908 — 01.1914). Генерал-майор (25.03.1912). Командир 24-й пограничной Крымской Е.И.В. бригады 5-го округа ОКПС (г. Севастополь) (ВП ОКПС 10.01.1914 — 08.1914). Исключен из списков пограничной стражи в связи с переводом в военное ведомство (2.08.1914).
Начальник 5-й пехотной запасной бригады (2.08.1914 — 1917). Позже состоял в резерве чинов при штабе Одесского военного округа до 29 апреля 1917 года. Уволен от службы за болезнью (3 апреля 1917 года. Генерал-лейтенант с увольнением от службы (29.04.1917).

## Семья
- сын Александр (1881—1918) — полковник Русской императорской армии, георгиевский кавалер, убит в Евпатории в феврале 1918 года в дни красного террора в Евпатории[2].
- сын Владимир (1889—1983) — подполковник Русской императорской армии, кавалер Золотого оружия, генерал-майор ВСЮР, участник Белого движения, умер в США[3].

## Награды[1]
- орден Св. Станислава 3-й ст. (ВП ПС № 8 5.04.1887),
- орден Св. Анны 3-й ст. (ВП ПС № 3 28.03.1893),
- орден Св. Станислава 2-й ст. (ВП ОКПС 14.05.1896),
- орден Св. Анны 2-й ст. (ВП ОКПС 28.03.1904),
- орден Св. Владимира 4-й ст. с бантом за 25-лет (Пожал. 22.09.1905; ШПС № 47 15.12.1905),
- орден Св. Владимира 3-й ст. (1907),
- орден Св. Станислава 1-й ст. (ВП ОКПС 6.04.1914),
- орден Св. Анны 1-й ст. (ВП 11.02.1916).

иностранный:
- орден Меджидие 4-й ст. (ПС № 39 19.10.1890);
- золотые часы с цепочкой (1893).